# Karl Ludwig Bühler
Karl Ludwig Bühler (ur. 27 maja 1879 w Meckesheim niedaleko Heidelbergu; zm. 24 października 1963 w Los Angeles)– niemiecki psycholog i teoretyk języka.

## Życiorys
Od 1899 studiował medycynę we Fryburgu Bryzgowijskim. W 1903 zostaje asystentem w Instytucie Fizjologii, gdzie pisze doktorat z medycyny (o fizjologii percepcji koloru). W 1904 w Strasburgu doktoryzował się z filozofii (rozprawa o poglądach psychologicznych Henry’ego Home’a). Od 1906 pracował w Instytucie Psychologii w Würzburgu. W 1909 w Würzburgu zyskuje stopień doktora habilitowanego na podstawie pracy o psychologii myślenia. W 1913 wyjeżdża do Monachium, gdzie zostaje profesorem. W 1918 wyjeżdża do Drezna. Tu zyskuje tytuł profesora zwyczajnego. Od 1922 pracuje na Uniwersytecie Wiedeńskim, gdzie zakłada Instytut Psychologii.
W 1938 aresztowany i więziony krótko przez nazistów. Po uwolnieniu emigruje przez Norwegię do Stanów Zjednoczonych. W 1939 pracuje w Scholastica College w stanie Minnesota. W latach 1940–1945 w St. Thomas College (też w Minnesocie). Od 1945 profesor na Uniwersytecie Kalifornijskim.

## Działalność naukowa

### Wkład do teorii języka
Główne jego dzieło lingwistyczne to wydana w 1934 roku Teoria języka (Sprachtheorie, pol. przekł. 2004), w której zaprezentował model funkcji języka.  W swojej teorii języka Bühler uwzględnia następujące elementy komunikacji językowej: nadawca, odbiorca, rzeczywistość.  Jego Organon-Modell rozróżnia  trzy funkcje znaków językowych. Są to:
- funkcja symboliczna / przedstawiania (Darstellung) jako relacja (rozumiany unilateralnie, jako zjawisko dźwiękowe) znak językowy – rzeczywistość pozajęzykowa;
- funkcja apelatywna / impresywna (Appell)  jako relacja znak językowy – odbiorca;
- funkcja ekspresywna / wyrażania (Ausdruck) jako sposób wyrażania odczuć, emocji, życzeń  nadawcy.

Znak językowy jest jednocześnie symbolem (w stosunku do rzeczywistości), sygnałem (w stosunku do adresata) i symptomem (w stosunku do nadawcy).  
Swoje koncepcje językoznawcze wywodził z filozofii. Współpracował ze strukturalistami praskimi. Zajmował się też rozwojem mowy u dzieci. 

### Badania w zakresie psychologii
Przedstawiciel würzburskiej szkoły psychologii powstałej na początku XX wieku. Był krytykiem asocjacjonizmu. Początkowo zajmował się badaniem procesów myślenia, stosując oryginalną metodę „introspekcji pytaniowej”; w późniejszym okresie zajmował się m.in. psychologią rozwojową (badania nad rozwojem myślenia). Prekursor psychologii postaci (Gestaltpsychologie).

### Publikacje
- Die geistige Entwicklung des Kindes (1918)
- Die Krise der Psychologie (1927)
- Sprachtheorie: Die Darstellungsfunktion der Sprache (1934)
- Die Zukunft der Psychologie und die Schule     (1936)